# Commission départementale d'équipement commercial
La Commission départementale d'équipement commercial (CDEC) était une instance indépendante française qui statuait sur la création et l'extension des surfaces de vente des commerces de détails, des équipements hôteliers et cinématographiques de grande importance avant la réalisation des travaux sur son territoire départemental. Début 2009, la loi de modernisation de l'économie l'a remplacé par une nouvelle commission, la CDAC, obéissant à des règles sensiblement différentes.
Étaient concernés par cette mesure :
- Les commerces de détail de 300 m2 et plus
- Les établissements hôteliers de plus de 30 chambres
- Les établissements cinématographiques de plus de 1 500 places

Une voie de recours était possible devant la Commission nationale d'équipement commercial ou devant le tribunal administratif.

## Historique
La CDEC est instituée par la loi Sapin du 29 janvier 1993. Elle remplace la commission départementale d'urbanisme commercial (CDUC) qui avait été créée par la loi Royer du 27 décembre 1973.